# Inukami!
Inukami! (いぬかみっ！?  lit. ¡Perro divino!) es una serie de 17 tomos de novelas ligeras realizadas por Mamizu Arisawa para la revista Dengeki hp, de la editorial Media Works.
Basadas en las novelas se han publicado un manga escrito por el mismo Mamizu Arisawa y dibujado por Mari Matsuzawa, y un anime de 26 episodios producido por el estudio Seven Arcs y emitido en Japón durante el año 2006. También, el estudio Seven Arcs llevó a la gran pantalla una película animada en abril de 2007.

## Sinopsis
Los inukami son seres sobrenaturales que de su original forma canina pueden transformarse en humanos. Sometiéndose a sus amos, los miembros del clan Kawahira de Inukami Tsukai, su misión es proteger a los humanos de otros espíritus malignos haciendo valer su lema Haja Kenshō (破邪顕正?  Destruir el mal, propagar la justicia).
El joven Keita es un miembro del clan Kawahira que no consiguió encontrar a ningún inukami al que controlar, y por ello fue desamparado por el clan. Y fue así hasta que un día se cruza en su destino una peculiar inukami llamada Yōko (quien realmente no es una inukami normal ya que su verdadera forma no es la de un perro sino un zorro), que le ha pedido a los miembros del clan Kawahira convertirse en la inukami de Keita.Al comienzo de la historia Yōko ya esta con Keita.

## Terminología
- Inukami (犬神?  Perro divino): Espíritus bondadosos que existen para proteger a la humanidad. Su lema es Haja Kenshō, Destruir el mal, propagar la justicia. Viven en las montañas hasta que sellan un contrato con un Inukami Tsukai entregándose ambos un objeto para ejemplificar esa unión, y de ahí salen a luchar.
- Inukami Tsukai (犬神使い?  Maestro de Perros divinos): Son los maestros de los inukami pertenecientes al clan Kawahira. Luchan junto a ellos contra el mal desde que el fundador del clan Kawahira ayudó a los inukami a recuperar su montaña que había sido conquistada por espíritus malignos.

Técnicas Especiales:
- Jaen (蛇焰?  Llama serpeante): Un fogonazo, usada por Yōko y Dai Yōko.
- Dai Jaen (大蛇焰?  Gran llama serpeante): Un fogonazo más poderoso que el Jaen. Usada por Yōko y Dai Yōko.
- Shukuchi (縮地?  Traslación): Mueve un objeto de un lugar a otro. Usada por Yōko y Dai Yōko.
- Haja Kekkai Ishiki  Kogetsubaku (破邪結界 一式 弧月縛?  Barrera de destrucción del Mal Nº1 - Atadura de luna creciente): Barrera que no deja salir al exterior a todo lo que hay dentro de ella. Usada por Youko.
- Haja Kekkai Nishiki  Shikokuchū (破邪结界 二式 紫刻柱?  Barrera de destrucción del Mal Nº2 - Pilar de amatista grabada): Barrera que protege al lanzador haciendo crecer unos pilares de amatista. Usada por los inukami.
- Haja Kekkai  Ōgi Kekkai) (破邪結界 軍扇結界?  Barrera de destrucción del mal - Barrera de Abanico): Usado por todo los miembros del Clan Kawahira y sus Inukamis
- Haja Sōkō  Tomohane Special (破邪走光 ともはねSPECIAL?  Rayo de destrucción del Mal - Especial de Tomohane): Hechizo usado por Tomohane que le sirve para rastrear y saber donde está alguien.
- Haja Sōkō  Tayune Totsugeki (破邪走光 たゆね突撃?  Rayo de destrucción del Mal - Ataque de Tayune): Hechizo que usa Tayune en el que aparece un aura amarilla a su alrededor y aumenta su fuerza.
- Haja Sōkō  Kurenai (破邪走光 紅?  Rayo de destrucción del Mal - Carmesí): Rayo ofensivo que puede usar entre varios inukami para aumentar su poder. Usado por las inukami de Kaoru.
- Haja Sōkō  Rengoku (破邪走光 煉獄?  Rayo de destrucción del Mal - Purgatorio): Rayo ofensivo que debe ser usado entre varios inukami, es una técnica de gran poder. Usado por los inukami.
- Sekidō no Chi (赤道之血?  Sangre del ecuador, ve): Rayo ofensivo de tono rojizo. Usado por Sekidōsai.
- Dai Sekka (大石化?  Gran Petrificación): Convierte en piedra a todos los que le rodean. Usado por Dai Yōko.

## Personajes

### Protagonistas
Yōko (ようこ?)
Yōko es la inukami que un día decidió que quería servir a Keita. A diferencia del resto de inukamis no respeta a Keita, maltratándole constantemente y no dejando que vaya con chicas humanas, ya que ella está profundamente enamorada de él. Yōko a pesar de ser una chica bastante egoísta y castrosa, además de ser bastante poco dada a hacer bien las tareas domésticas, es buena y tiene buen corazón ya que se preocupa por los demás y sobre todo con Keita. Siente una profunda aversión hacia los perros, y la razón, que se descubre avanzada la serie, es que es la hija de un legendario demonio con forma de zorro (Kitsune) que el clan Kawahira mantiene encerrado. Seiyū: Yui Horie.
Técnicas usadas: Jaen, Dai Jaen, Shukuchi, Kogetsubaku.
Keita Kawahira (川平啓太?)
Keita Kawahira es miembro del clan de Inukami Tsukai. Es un joven vivaz, muy tenaz y sobre todo pervertido, pero nada fuera de lo normal a diferencia de lo que el resto piensa de él. Convive con su inukami Yōko y para su desgracia esta le hace la vida imposible en vez de lo que él esperaba.Sin embargo, el tiene un sentimiento muy fuerte con ella y se preocupa por ella. A diferencia del resto de pactos entre inukamis y sus maestros, Keita fue obligado por Yōko a convertirse en su juguete y a hacer todo lo que ella quisiera, siendo el collar de perro que lleva en el cuello la señal de su sumisión. Cada vez que desobedece a Yōko esta le castiga de diversas maneras, como dejarlo desnudo en la calle por lo que a menudo termina en prisión por exhibicionismo. Al principio todas las inukami de su primo Kaoru le temen por pervertido y le consideran idiota, pero termina haciéndose un hueco en el corazón de todas. Seiyū: Jun Fukuyama.
Como todos los miembros del clan Kawahira, dice una frase al ir a usar una técnica de ataque: "En nombre del soberano de Hakusan (白山?  Monte Blanco), rana, destruye al enemigo".

### Secundarios
Clan Kawahira
Kayano Kawahira / Sōke (川平榧野 / 宗家?)
Es la líder del clan Kawahira y por tanto una maestra de inukami muy poderosa. Su inukami es Hake, otro inukami poderoso que se unió a ella de joven para luchar contra un Dios de la muerte (Shinigami). Aunque su apariencia es la de una anciana responsable que guía a su clan, en la intimidad no lo es tanto y su inukami Hake tiene que estar recordándola constantemente sus deberes. Seiyū: Hisako Kyōda (anciana), Megumi Hayashibara (joven).
La frase que dice al atacar es: "En nombre de los dos soberanos de Kasan (崋山?  Monte Florido), blanca luz y negra oscuridad, destruid toda creación".
Kaoru Kawahira (川平薫?)
Kaoru es un miembro con muy buena reputación y admirado dentro del clan y en él recaen muchas de sus más importantes responsabilidades. En la serie se le describe varias veces como una persona amable, tranquila y de corazón gentil, y es por ello que es el Inukami Tsukai de diez inukamis, aunque de entre todas ellas muestra una preferencia por Nadeshiko, sin dejar de cuidar con cariño a todas las demás. Es el primo de Keita, al que Kaoru admira por su actitud tan enérgica y tenaz. Seiyū: Yuki Kaida.
La frase que dice al atacar es: "En nombre del soberano de Tōsan (東山?  Monte Oriental), viento, toca una sinfonía".
Inukamis
Hake (はけ?)
Es el inukami de la líder del clan, por la que siente gran admiración desde que selló su contrato con ella poco antes de luchar contra un Shinigami. Considera a Keita igual que a su maestra cuando era joven, por lo que también le admira. Es un inukami poderoso y muy respetado entre el resto de inukamis. Es el hermano mayor de Sendan, una de las inukami de Kaoru, y al igual que ésta siempre porta un abanico. Seiyū: Toshihiro Nakamura.
Técnicas usadas: Shikokuchū.
Anciano Sai (最長老?)
El más anciano de los inukami y líder de ellos. A menudo aparece somnoliento lo que hace que los protagonistas duden cuando se deja sobre él la responsabilidad de sellar a Dai Youko. Seiyū: Ken Shiroyama.
Técnicas usadas: Ōgi Kekkai
Las 10 inukami de Kaoru
Sendan (せんだん?)
Es la hermana menor de Hake y la líder que organiza y ordena a las inukamis del grupo de Kaoru. Es seria y estricta y viste al estilo victoriano. Seiyū: Yuki Matsuoka
Técnicas usadas: Shikokuchū, Kurenai, Rengoku.
Nadeshiko (なでしこ?)
Es la inukami de Kaoru número 2, y posiblemente el personaje más relevante de la serie tras Yōko y Keita. Es una inukami callada y servil que cumple perfectamente el mito japonés de Nadeshiko, el supuesto nombre de la esposa perfecta. Odia totalmente luchar, lo que ha provocado que el resto de inukamis del grupo la rechacen. Con la trama avanzada se descubre que está enamorada de kaoru y que esconde un poder demoledor con el que llegó a destruir una aldea humana completamente, hecho este por el que juró no volver a pelear nunca más. Viste como una sirvienta. Seiyū: Kaori Nazuka
Igusa (いぐさ?)
Es la inukami de Kaoru número 3. Es una chica tímida y cohibida a la que le encanta el anime y el manga, e incluso dibuja dōjins. Además tiene gran talento para conseguir dinero pujando en bolsa vía internet. Aunque es muy vergonzosa, es lo que se conoce en argot anime como una fujoshi. Viste llevando gafas. Seiyū: Youko Honda
Técnicas usadas: Shikokuchū, Kurenai, Rengoku.
Tayune (たゆね?)
Es la inukami de Kaoru número 4. Obviando a Nadeshiko, de entre las inukami de Kaoru es con diferencia la más poderosa de todas con una gran fuerza bruta. Muestra siempre su lado rudo y esconde a los demás su lado femenino. Viste con ropa deportiva. Seiyū: Rika Morinaga
Técnicas usadas: Shikokuchū, Kurenai, Tayune Totsugeki, Rengoku.
Gokyōya (ごきょうや?)
Es la inukami de Kaoru número 5. Gokyōya es una inukami madura y responsable, que en otro tiempo se desvela a lo largo de la trama que había sido la inukami del padre de Keita Kawahira. Viste con una bata blanca de médico. Seiyū: Eriko Kigawa
Técnicas usadas: Shikokuchū, Kurenai, Rengoku.
Tensō (てんそう?)
Es la inukami de Kaoru número 6. Es muy callada y con poco protagonismo, y lleva siempre los ojos tapados por su flequillo. En vez de hablar muchas veces hace dibujos en una librta. Se la ve siempre en grupo junto a Gokyōya y Furano. Viste con un mono. Seiyū: Akiko Kobayashi
Técnicas usadas: Shikokuchū, Kurenai, Rengoku.
Furano (フラノ?)
Es la inukami de Kaoru número 7. Es una inukami muy alegre y desinhibida que va siempre en grupo junto a Tensō y Gokyōya. Además tiene el don de prever el futuro. Viste con un traje de miko. Seiyū: Shion Hirota
Técnicas usadas: Shikokuchū, Kurenai, Rengoku.
Imari y Sayoka (いまり&さよか?)
Son las inukami de Kaoru número 8 y 9. Son dos hermanas gemelas que disfrutan haciéndole travesuras al resto. A menudo al hablar una de las hermanas empieza una frase y la otra la termina. En su tiempo libre cultivan plantas que luego ofrecerán facultades especiales. Visten con un vestido violeta idéntico. Seiyūs: Aya Endo y Ryōko Shintani.
Técnicas usadas: Shikokuchū, Kurenai, Rengoku.
Tomohane (ともはね?)
Es la inukami de Kaoru número 10. Es una niña, inocente y alegre, que va siempre con su mascota Maro-chan, un mujina. Fue de las primeras inukami de Kaoru en entablar amistad con Keita. Obviando a Nadeshiko es la inukami con más relevancia del grupo de Kaoru. Seiyū: Shizuka Hasegawa
Técnicas usadas: Tomohane Special, Shikokuchū, Kurenai, Rengoku.
Otros secundarios
Karina Shirō (仮名 史郎?)
Karina es un policía encargado de luchar contra los espíritus por lo que a menudo acude a ofrecerle trabajos a Keita. Lleva tiempo buscando para destruir objetos malditos desarrollados por Sekidōsai, un antepasado suyo. Aunque él intenta ser responsable y respetable, las situaciones terminan de forma que acaba pareciendo un pervertido. Para luchar, usa un arma de energía llamada Angel Blade.
Técnicas usadas: Angel Blade, Holy Crush
Kei Sindo y Sebastian (新堂ケイ - セバスチャン?)
Kei es la última heredera del acaudalada familia Sindo, y Sebastian es su mayordomo. La familia Sindo ha vivido maldita por un shinigami desde que un antepasado firmó un acuerdo con uno de ellos en el que acordaban que el hombre obtendría una gran fortuna a cambio de que todas las descendientes de la familia fueran asesinadas por el Shinigami al cumplir los 18 años. A causa de esto, Kei vive sin esperanza y Sebastian está decidido a salvarla como sea para curar una herida del pasado, y para luchar contra el shinigami contratan a Yōko y Keita. Seiyūs: Nana Mizuki y Takehiro Murozono
Tomekichi (留吉?)
Tomekichi, el gato vagabundo, es un nekomata o gato de dos colas del folclore japonés. A menudo le ocurren cosas que involucran a Keita en algún trabajo.
Naoki Kawarazaki (河原崎 直己?)
Kawarazaki es el senpai de Keita en su instituto, es un otaku, muy otaku. Aparece en la historia buscando a Yōko pues quiere dibujarla para que sea su heroína en el dōjin que está dibujando. Seiyū: Shigeru Chiba
Ciudadanos de la oscuridad
Son todos aquellos que viven en la oscuridad, o sea, fuera de la sociedad, toda clase de pervertidos. Toda esta turba de pervertidos le ha otorgado a Keita el título de raō (裸王?), el Rey desnudo. Entre ellos destacan tres personajes con los que Keita se relaciona cuando termina en prisión. El Doctor Ru (ドクトル?), un voyeur experto en no ser detectado (Seiyū: Yousuke Akimoto); Oyakata (親方?  Maestro), entrenador de sumo y experto ladrón de lencería (Seiyū: Masaki Aizawa); y Kakaruchō (係長?), un ejecutivo sadomasoquista (Seiyū: Takuma Suzuki).

### Antagonistas
Bōryoku no umi (暴力の海?  Mar de violencia)
Mar de Violencia es el shinigami que tiene maldito al clan Sindo. Hace sonar música antes de aparecer para que sus presas intenten huir despavoridas y le gusta luchar contra sus enemigos usando su mismo estilo. Entre sus habilidades se encuentra la de cegar a su enemigo entre sus peores miedos. Seiyū: Ken Narita
Sekidōsai (赤道斎?)
Un antiguo y poderoso mago que fue reconocido como el más poderoso de su tiempo. Es el ancestro de Karina Shirō y entre sus creaciones se encuentran todo tipo de artefactos malditos. Es un mago pervertido e exhibicionista que fue encerrado en un cuadro tras perder un combate contra Dai Youko, y desde entonces planea salir de su encierro y crear un mundo libre y sin inhibiciones donde todo el mundo pueda hacer lo que le plazca. Seiyū: Norio Wakamoto
Técnicas usadas: Sekidō no Chi
Dai Yōko (大妖狐?)
Un temible zorro del que se dice es capaz de destrozar montañas o hacer llover con sólo desearlo. Fue sellado bajo una roca 300 años atrás por el fundador del clan Kawahira, que no le pudo derrotar completamente. Es el padre de Yōko y siente verdadera devoción por su hija. Entre sus poderes, además de los de Yōko, se encuentran petrificar a todo el mundo a su alrededor, hacer retroceder el tiempo o destruir montañas con sólo mover un dedo.
Aunque realmente y aunque muchos lo duda es una buena persona que se preocupa profundamente por su hija, suele vigilar a su hija aunque aún no se sabe porque medio, pero tiene un diario llamado "Los Dias de Yōko" en donde se encuentra cada paso de su hija, cuando se liberó del sello, todos temieron por sus vidas, pero al final aceptó quedarse tranquilo y aceptar el "matrimonio" de su hija por el "bien de su nieto"  Seiyū: Nobutoshi Canna
Técnicas usadas: Jaen, Dai Jaen, Dai Sekka
Jasei (邪星?)
Un mago ancestral. Perdió su cuerpo haciendo un experimento pero se ha mantenido ligado a este mundo mediante una gema que contiene su alma y alimentándose de la desesperación que causa. Crio y educó a Kaoru Kawahira para traicionarle y provocar que un día desesperara y disfrutar de ese momento. Seiyū: Mugihito

### Personajes de la novela
Kaoru Kawahira (川平カオル?)
Es la hermana gemela menor del otro Kaoru, la diferencia en su nombre está en que se escribe en katakana. En la novela, es su cuerpo el que está encerrado en el bloque de hielo del que más tarde se libera.

### Novela Ligera
- Inukami! (いぬかみっ!, Inukami!) ISBN 4-8402-2264-9
- Inukami! 2 (いぬかみっ! 2, Inukami! 2) ISBN 4-8402-2381-5
- Inukami! 3 (いぬかみっ! 3, Inukami! 3) ISBN 4-8402-2457-9
- Inukami! 4 (いぬかみっ! 4, Inukami! 4) ISBN 4-8402-2607-5
- Inukami! 5 (いぬかみっ! 5, Inukami! 5) ISBN 4-8402-2871-X
- Inukami! 6 (いぬかみっ! 6, Inukami! 6) ISBN 4-8402-2325-4
- Inukami! 7 (いぬかみっ! 7, Inukami! 7) ISBN 4-8402-3129-X
- Inukami! 8 - kawahirake no ichiban nagai ichi nichi (いぬかみっ! 8 川平家のいちばん長い一日, Inukami! 8 - El día más largo del clan Kawahira) ISBN 4-8402-3236-9
- Inukami! 9 - happii・hoppu・suteppu・janpu! (いぬかみっ! 9 ハッピー・ホップ・ステップ・ジャンプ!, Inukami! 9 - Happy, hop, step, jump!) ISBN 4-8402-3396-9
- Inukami! 10 (いぬかみっ! 10, Inukami! 10) ISBN 4-8402-3517-1
- Inukami! 11 (いぬかみっ! 11, Inukami! 11) ISBN 4-8402-3603-8
- Inukami! 12 (いぬかみっ! 12, Inukami! 12) ISBN 4-8402-3720-4
- Inukami! 13 - kanketsu hen (ue) ～hop step dash～ (いぬかみっ! 13 完結編 〈上〉～hop step dash～, Inukami! 13 - Saga final (1a. Parte) ～hop step dash～) ISBN 4840238090
- Inukami! 14 - kanketsu hen (shita) ～fly high high～ (いぬかみっ! 14 完結編 〈下〉～fly high high～, Inukami! 14 - Saga final (2a. Parte) ～fly high high～) ISBN 4840238625

- Inukami! EX One! (いぬかみっ！ＥＸ　わん！, Inukami! EX wan!) ISBN 4840239691
- Inukami! EX One One!! (いぬかみっ！ＥＸ　わんわん!！, Inukami! EX wan wan!!) ISBN 4048674232

### Manga
1. Inukami! 1 (いぬかみっ! 1, Inukami! 1, 27 de marzo de 2006) ISBN 4-8402-3417-5
2. Inukami! 2 (いぬかみっ! 2, Inukami! 2, 26 de agosto de 2006) ISBN 4-8402-3569-4
3. Inukami! 3 (いぬかみっ! 3, Inukami! 3, 27 de febrero de 2007) ISBN 4840237864
4. Inukami! 4 (いぬかみっ! 4, Inukami! 4, 27 de julio de 2007) ISBN 4-8402-3959-2
5. Inukami! 5 (いぬかみっ! 5, Inukami! 5, 17 de diciembre de 2007) ISBN 4-8402-4140-6
6. Inukami! 6 (いぬかみっ! 6, Inukami! 6, 27 de mayo de 2008) ISBN 4-04-867074-3

### Anime
| Episodio | Título                     | Título                      | Título                                       | Título |
| Episodio | Kana/kanji                 | Rōmaji                      | Español                                      |        |
| 01       | はだかでドンマイっ！       | Hadakade Don Nai!           | ¡No importa estar desnudo!                   |        |
| 02       | マッチョがぺろぺろっ！     | Maccho Ga Pero-Pero!        | ¡Los machos están lame que lame!             |        |
| 03       | 水着でたいじっ！           | Mizuza de Taiji!            | ¡Exterminando en bañador!                    |        |
| 04       | やらずのかっぽう着っ！     | Yarasu no kappōgi!          | ¡El delantal a regañadientes!                |        |
| 05       | 啓太とようこっ！           | Keita to Yōko!              | ¡Keita y Yōko!                               |        |
| 06       | ぴったりともはねっ！       | Pittari tomohane!           | ¡Muy bien, Tomohane!                         |        |
| 07       | 混浴でサクサクっ！         | Konyoku de sakusaku!        | ¡Cavando en el baño mixto!                   |        |
| 08       | こすってしっぽっ！         | Kosutte shippo!             | ¡Frótame la cola!                            |        |
| 09       | 煩悩とせくはたっ！         | Bonnō to seku hatta!        | ¡Tentaciones y acoso!                        |        |
| 10       | 桜の思い出っ！             | Sakura no omoide!           | ¡Memorias de la Flor de Cerezo!              |        |
| 11       | ぐったりにおねがいっ！     | Guttari ni onegai!          | ¡Rogar hasta el agotamiento!                 |        |
| 12       | 死にたい私の歌っ！         | Shinitai watashi no uta!    | ¡Por tanto, mi canción quiere morir!         |        |
| 13       | 俺にはお前の歌っ！         | Ore wa omae no uta!         | ¡Sin embargo, tu canción he de necesitar!    |        |
| 14       | カッパとオトサンっ！       | Kappa to Otosan!            | ¡Kappa y papá!                               |        |
| 15       | ウハウハ啓太に恩返しっ！   | Uha uha Keita ni ongaeshi!  | ¡Devolviéndole el favor a un Keita excitado! |        |
| 16       | 部屋と怪談と私っ！         | Heya to kaidan to watashi!  | ¡La habitación, la historia de miedo, y yo!  |        |
| 17       | なんか見えてるっ！         | Nanka mie teru!             | ¡Veo algo!                                   |        |
| 18       | まんもすたいへんっ！       | Man mosu taihen!            | ¡O no, un mamut!                             |        |
| 19       | もっこり啓太の思うツボっ！ | Mokkori Keita no omo tsubo! | ¡Eso es lo que Keita quiere!                 |        |
| 20       | 白布に想いをっ！           | Shirabu ni omoi wo!         | ¡Sentimientos tras la bata blanca!           |        |
| 21       | しっかりともはねっ！       | Shikkari Tomohane!          | ¡Agárrate, Tomohane!                         |        |
| 22       | パパとムコ殿っ！           | Papa to Muko-dono!          | ¡Suegro y yerno!                             |        |
| 23       | しぼむ象さんっ！           | Shibamu zōsan!              | ¡Elefante lacio!                             |        |
| 24       | 薫となでしこっ！           | Kaoru to Nadeshiko!         | ¡Kaoru y Nadeshiko!                          |        |
| 25       | 絶望の宴っ！               | Zetsubō no utage!           | ¡Banquete de desesperación!                  |        |
| 26       | ヒカリっ！                 | Hikari!                     | ¡Luz!                                        |        |

- Opening - Hikari (Yui Horie)
- Ending 1 - Yūjō Monogatari (Aice5)
- Ending 2 - Kei no Uta (Nana Mizuki)
- Ending 3 - Yūjō Monogatari・Danshi (?) Baajon (Super Zou-sans & Rice5)

### DVD
1. Inukami! VOL.1!! (いぬかみっ! VOL.1っ!!, 9 de agosto de 2006) (Episodios 1 y 2)
2. Inukami! VOL.2!! (いぬかみっ! VOL.2っ!!, 6 de septiembre de 2006) (Episodios 3, 4 y 5)
3. Inukami! VOL.3!! (いぬかみっ! VOL.3っ!!, 4 de octubre de 2006) (Episodios 6, 7 y 8)
4. Inukami! VOL.4!! (いぬかみっ! VOL.4っ!!, 8 de noviembre de 2006) (Episodios 9, 10 y 11)
5. Inukami! VOL.5!! (いぬかみっ! VOL.5っ!!, 6 de diciembre de 2006) (Episodios 12, 13 y 14)
6. Inukami! VOL.6!! (いぬかみっ! VOL.6っ!!, 11 de enero de 2007) (Episodios 15, 16 y 17)
7. Inukami! VOL.7!! (いぬかみっ! VOL.7っ!!, 7 de febrero de 2007) (Episodios 18, 19 y 20)
8. Inukami! VOL.8!! (いぬかみっ! VOL.8っ!!, 7 de marzo de 2007) (Episodios 21, 22 y 23)
9. Inukami! VOL.9!! (いぬかみっ! VOL.9っ!!, 4 de abril de 2007) (Episodios 24, 25 y 26)

### Cine
- Inukami! THE MOVIE Tokumei reiteki sōsa kan. Karina Shirō! (いぬかみっ! THE MOVIE 特命霊的捜査官・仮名史郎っ!, Inukami! La película - Misión del Investigador Espiritual. ¡Karina Shirō!) - Lanzamiento en Japón - Cine: 21 de abril de 2007. DVD: 26 de septiembre de 2007